# Alpana
La peinture Alpana ou Alpona au Bengale sont des images temporaires et indissociables des rites féminins saisonniers appelés brata.
Les cérémonies occupent une place essentielle dans la vie des villageoises. Entre piété domestique et célébration des forces de la nature, les brata sont dédiés aux corps célestes, aux divinités, et plus particulièrement à la déesse de l’abondance Lakshmi ou Lokkhi. Certains brata sont très populaires, certains plus exceptionnels. D’autres encore sont accompagnés de chants et de danses.